# 早餐麵包捲
早餐麵包捲（英語：breakfast roll) 是圓麵包夾傳統英式食材的早餐。愛爾蘭的便利商店、書報攤、超市、加油站和休閒餐廳等，均售有各式各樣的早餐麵包捲。

## 歷史
維多利亞時代，英格蘭的路邊小販會向去工廠上班的工人，兜售夾有火腿香腸或蛋的圓麵包。愛爾蘭是英格蘭的殖民地，承襲了英國烹飪飲食習慣及食譜；早餐麵包捲是一種披著愛爾蘭外衣的英式食物。

## 食譜
典型的早餐麵包捲使用圓麵包或法式長棍麵包，可以加餡料如：香腸、培根、白布丁或黑布丁、蛋、奶油、蘑菇、番茄；番茄醬或棕醬。有些會加薯餅、焗豆或煎蛋。常用的麵包有三種：軟式潛艇三明治麵包，半圓球形餐包或半根法式長棍麵包。半根法式長棍麵包烤成半熟後、冷凍送達商店，這樣就可以快速做成「現烤」麵包。「全日早餐」三明治，則包含部分或全部的上述餡料，可以用切片的吐司麵包取代傳統的三明治麵包。

## 流行文化
由於在愛爾蘭，早餐麵包捲十分常見（與新歌創作），諧星Pat Shortt創作了「巨大早餐捲（Jumbo Breakfast Roll）」一曲，在愛爾蘭音樂排行榜上連續六週第一。 同時也是2000年前後，愛爾蘭排行榜上最暢銷歌曲第11位。
愛爾蘭稱為塞爾提克之虎，經濟飛速增長的1990至2000年間，曾一度要將早餐麵包捲當作國家代表食物； 2000年晚期，愛爾蘭經濟泡沫化之前，忙於工程，需要有便於攜帶的食物建築承包商因此被稱為「早餐麵包捲人（Breakfast Roll Man）」。